# Jean Jaurès
Jean Léon Jaurès (Castres, 3 de setembro de 1859 — Paris, 31 de julho de 1914) foi um político socialista francês, que embora reconhecesse a Luta de Classes, propunha uma revolução social democrática e não violenta.

## Biografia
Filho de um negociante frustrado, Jaurès nasceu no departamento do Tarn, e foi educado no liceu Louis-le-Grand e na École Normale Supérieure (ENS), em Paris. Ingressou nesta última em 1876 (como segundo classificado no concurso de admissão) e obteve sua agrégation em filosofia no ano de 1881. Depois de ensinar filosofia por dois anos no liceu de Albi (também no Tarn), tornou-se conferencista na Universidade de Toulouse. Foi eleito deputado republicano pelo departamento de Tarn em 1885. Seguiu para Toulouse em 1889, onde tomou interesse ativo nos negócios públicos, e ajudou a fundar a faculdade de medicina naquela universidade. Ele também preparou duas teses de doutorado em filosofia: De primis socialismi germanici lineamentis apud Lutherum, Kant, Fichte et Hegel (1891), e De la réalité du monde sensible.
Em 1902 deu apoio enérgico aos mineiros de Carmaux, que entraram em greve como consequência da demissão de um operário socialista, Calvignac; e no ano seguinte ele foi reeleito para a cadeira de deputado por Albi. Apesar de ter sido derrotado na eleição de 1898 e ter ficado quatro anos sem mandato, seus discursos eloquentes fizeram dele a força na política e Jaurès se tornou quase a figura humana simbólica do socialismo. Editou então a Petite République. Passa, nesse mesmo ano, a defender energicamente Alfred Dreyfus (veja caso Dreyfus) – parte do motivo para sua derrota eleitoral talvez tenha sido a impopularidade do caso na opinião pública francesa de então. 
Opõe-se, nessa época, aos marxistas ortodoxos, cujo líder, Jules Guesde, entendia que defender Dreyfus não era prioritário, por se tratar de um oficial burguês. Mas para Jaurès, não importava se Dreyfus era um burguês ou não. Ele era vítima de uma injustiça e os socialistas deviam opor-se a qualquer injustiça.
Em 1902, Jaurès retorna à assembleia como deputado, e durante a administração de Combes sua influência assegurou a coerência da coalizão radical-socialista conhecida como o bloco.
Em 1904, ele fundou um jornal socialista, L'Humanité, que viria a se tornar o jornal oficial do Partido Comunista Francês. 
Em março de 1905, os socialistas franceses promoveram um congresso em Ruão, que resulta em nova consolidação de forças; o novo partido, liderado por Jaurès e Guesde, parou de cooperar com os radicais e com os radicais-socialistas, e seus membros tornaram-se conhecidos como socialistas unificados.
Em 1906, nas eleições gerais, Jaurès foi novamente eleito por Tarn. Sua habilidade individual já era notória, mas a força do partido socialista ainda necessitava ser avaliada, quanto mais frente a popularidade do liberalismo de Georges Clemenceau. A imagem de Clemenceu como um líder forte e radical, na prática diminuiu bastante a força da propaganda socialista. 
Um pacifista que pretendia resolver pela diplomacia assuntos que acabaram resultando na Primeira Guerra Mundial, Jean Jaurès foi assassinado em um café de Paris, no dia 31 de julho de 1914, por Raoul Villain, um jovem nacionalista francês que desejava a guerra com a Alemanha. No dia seguinte, por outras razões, iniciaram-se as mobilizações de guerra.
Dez anos após (1924), os restos mortais de Jean Jaurès foram transferidos para o Panthéon.

## Pensamento
- Sobre Luta de Classes

"A luta de classe é o princípio, a base, a própria lei do nosso Partido. Os que não admitem a luta de classes podem ser republicanos, democratas, radicais, ou melhor, radicais-socialistas — mas não são socialistas".(Congresso de Tapy, em 1899)
- Sobre Religião e Luta de Classes

"Os socialistas cristãos reconhecem às vezes a dualidade, o antagonismo dos interesses mas eles dizem ao povo: Não vos rebeleis, não vos organizeis: há uma potência benfeitora e celeste que fará descer entre vós a justiça fraternal, sem que tenhais de rebelar-vos. Pois bem: se os trabalhadores acreditassem nisso, eles se abandonariam à direção dessa potência do alto e não haveria luta de classes. (…) A luta de classes começou no dia em que, com a experiência da jornadas de junho, o proletariado aprendeu que era somente em sua própria força, em sua organização, que ele podia basear a esperança de salvar-se".(Controvérsia com Guesde, em 1900)
- Sobre o Partido Socialista

"O Partido Socialista continua inquebrantavelmente ligado à política que fez sua força, sua disciplina e seu progresso, à política que o opõe irredutivelmente a todos os partidos da burguesia, à política que o tornou o Partido dos operários e dos camponeses, de sua luta de classes, de suas reivindicações, de sua emancipação".(Congresso d'Amícus)
- Sobre a unidade do movimento socialista

"O essencial é que a unidade seja conduzida e praticada… entre homens igualmente devotados ao socialismo e que não querem deixar degenerar-se o vivo pensamento comunista; (…). Essa unidade colocará a nossa ação de acordo com o pensamento completo do proletariado, que não se desinteressa das lutas imediatas — mas que sabe também que só ficará inteiramente livre em sua consciência como em seu trabalho através de uma revolução profunda de propriedade e pela instituição completa do regime comunista".(1905)

## Obras
- Les Preuves (1898, sur l'Affaire Dreyfus)
- Études socialistes
- Vers la république sociale
- Histoire socialiste de la Révolution française
- Préface à “L'Application du système collectiviste” de L. Deslinières (1898)
- Les Deux Méthodes (1900)
- Comment se réalisera le socialisme ? (1901)
- Notre but (1904)
- La Révolution russe (1905)
- La guerre franco-allemande 1870-1871 (1907)
- L'Alliance des peuples
- Conflit élargi (1912)
- L'Armée Nouvelle (1910)
- Discours de Vaise (1914)
- Le discours à la jeunesse' (1904)
- Louis XVI (Tallandier, 2005)